# Ніч перед похміллям
«Ніч перед похміллям» (англ. The Night Before) — американська різдвяна комедія режисера і сценариста Джонатана Левіна, що вийшла 2015 року. У головних ролях Джозеф Гордон-Левітт, Сет Роген, Ентоні Макі.
Вперше фільм продемонстрували 20 листопада 2015 року у США та інших країнах. В Україні у широкому кінопрокаті показ фільму розпочався 31 грудня 2015 року.

## Сюжет
У грудні 2001 року перед Різдвом батьки Ітана Міллера загинули в автокатастрофі. Відтоді, щоб підтримати Ітана, Ісаак Ґрінберґ і Кріс Робертс вирішили святкувати Різдво разом зі своїм найкращим другом. 2008 року перед святами вони дізнаються про найкрутішу вечірку, проте не знають де саме вона буде. 2015 року Ісаак, який чекає первістка, та Кріс, який став відомим футболістом, хочуть завершити спільне святкування, але Ітан з нетерпінням чекає друзів і у нього є сюрприз: квитки на найкрутішу вечірку.

## Творці фільму

### У ролях
| Актор                | Роль                                         |
| -------------------- | -------------------------------------------- |
| Джозеф Гордон-Левітт | Ітан Міллер, найкращий друг Ісаака і Кріса   |
| Сет Роген            | Ісаак Ґрінберґ, найкращий друг Ітана і Кріса |
| Ентоні Макі          | Кріс Робертс, найкращий друг Ісаака й Ітана  |
| Ліззі Каплан         | Даяна, колишня дівчина Ітана                 |
| Мінді Калінг         | Сара, подруга Ітана                          |
| Джилліан Белл        | Бетсі, дружина Ісаака                        |
| Майкл Шеннон         | Містер Ґрін, наркоторговець                  |
| Нейтан Філдер        | Джошуа                                       |
| Рендалл Парк         | бос Ітана                                    |
| Берон Девіс          | камео                                        |
| Джеймс Франко        | камео                                        |
| Майлі Сайрус         | камео                                        |
| Трейсі Морган        | Оповідач/Санта Клаус                         |

### Знімальна група
Кінорежисер — Джонатан Левін, сценаристами були Джонатан Левін, Кайл Гантер, Аріель Шафір і Еван Ґолдберґ, кінопродюсерами — Еван Ґолдберґ, Сет Роген і Джеймс Вівер, виконавчими продюсерами — Джозеф Дрейк, Барбара А. Голл, Кайл Гантер, Натан Кагане, Джон Паверс Міддлтон і Аріель Шафір. Композитори: Марко Бельтрамі і Майлз Генкінс, кінооператор — Брендон Трост, кіномонтаж: Зін Бейкер. Підбір акторів: Генрі Рассел Берґстайн, Кеті Дрісколл, Еллісон Естрін і Франсін Мейслер, художник-постановник: Енні Шпіц, художник по костюмах — Мелісса Тот.

## Сприйняття

### Оцінки
Фільм отримав переважно позитивні відгуки: Rotten Tomatoes дав оцінку 67 % на основі 125 відгуків від критиків (середня оцінка 6/10) і 72 % від глядачів зі середньою оцінкою 3,7/5 (24 126 голосів). Загалом на сайті фільми має позитивний рейтинг, фільму зарахований «стиглий помідор» від кінокритиків і «попкорн» від глядачів, Internet Movie Database — 7,2/10 (8 609 голосів), Metacritic — 58/100 (31 відгук критиків) і 6,2/10 від глядачів (48 голосів). Загалом на цьому ресурсі від критиків фільм отримав змішані відгуки, а від глядачів — позитивні.

### Касові збори
Під час показу у США, що розпочався 20 листопада 2015 року, протягом першого тижня фільм показали у 2 960 кінотеатрах і він зібрав 9 880 536 $, що на той час дозволило йому зайняти 4 місце серед усіх прем'єр. Станом на 28 грудня 2015 року показ фільму триває 39 днів (5,6 тижня) і зібрав за цей час у прокаті у США 42 800 601 долар США (за іншими даними 42 759 601 $), а у решті світу 8 234 203 $ (за іншими даними 8 223 949 $), тобто загалом 51 034 804 доларів США (за іншими даними 50 983 550 $) при бюджеті 25 млн доларів США.

### Виноски
1. 1 2  The Night Before: Release Info (англ.). Internet Movie Database. Процитовано 30 листопада 2015.
2. 1 2  Ніч перед похміллям. Kino-teatr.ua. Процитовано 30 грудня 2015.
3. 1 2  Anthony D'Alessandro (22 листопада 2015). Was It Wise To Divide Up ‘Mockingjay’? Finale’s $102.4M Debut Is 5th Highest Of 2015, But Lowest In Series (англ.). Deadline. Процитовано 30 грудня 2015.
4. 1 2 3 4  The Night Before (англ.). Box Office Mojo. Процитовано 30 грудня 2015.
5. 1 2 3 4  The Night Before (2015) (англ.). The Numbers. Процитовано 30 грудня 2015.
6. 1 2  The Night Before (англ.). Internet Movie Database. Процитовано 30 грудня 2015.
7. ↑  The Night Before (2015) (англ.). AllMovie. Процитовано 30 грудня 2015.
8. ↑  The Night Before: Full Cast & Crew (англ.). Internet Movie Database. Процитовано 30 грудня 2015.
9. ↑  The Night Before (англ.). Rotten Tomatoes. Процитовано 30 грудня 2015.
10. ↑  The Night Before (англ.). Metacritic. Процитовано 30 грудня 2015.